# Walter Dexel
Walter Dexel (* 7. Februar 1890 in München; † 8. Juni 1973 in Braunschweig) war ein deutscher Maler, Werbegrafiker, Designer, Verkehrsplaner und Publizist. Er wirkte auch als Kunsthistoriker und leitete während des Zweiten Weltkriegs ein Museum in Braunschweig.

## Leben und Werk

### Ausbildung und Familie
Walter Dexel studierte 1910 bis 1914 Kunstgeschichte an der Ludwig-Maximilians-Universität München bei Heinrich Wölfflin und Fritz Burger. Er besuchte nebenbei die Zeichenschule Gröber in München, unternahm eine Studienreise nach Italien und malte – noch beeinflusst von Paul Cézanne – erste Bilder. Kurz vor Kriegsausbruch hielt er sich zu einem Studienaufenthalt in Paris auf. Im September 1914 heiratet er Grete Dexel (geb. Brauckmann), Tochter des Jenaer Pädagogen Karl Brauckmann. Grete Dexel brachte 1916 und 1919 die Söhne Thomas Dexel und Bernhard Dexel zur Welt.

### Erster Weltkrieg und Weimarer Republik
1916 wurde Walter Dexel zum Kriegsarchiv in Jena abgestellt und an der Universität Jena bei Botho Graef promoviert. Zwischen 1916 und 1928 war Dexel Ausstellungsleiter des Jenaer Kunstvereins. Er baute die von Graef begonnene Sammlung des Kunstvereins aus, die schließlich Arbeiten von unter anderem Alexander Archipenko, Alberto Giacometti, Erich Heckel, Paul Klee, Oskar Kokoschka und Emil Nolde umfasste. Er organisierte Dada-Abende genauso wie Ausstellungen von Expressionisten, Bauhaus-Künstlern, Realisten und Konstruktivisten. In Jena war er mit dem damals in Weimar angesiedelten Bauhaus vertraut und mit dessen Protagonisten zum Teil befreundet. Am 26. Januar 1924 hielt Paul Klee im Prinzessinnenschlösschen, dem Sitz des Jenaer Kunstvereins, seinen „Jenaer Vortrag“ über die moderne Kunst.
1921 lernte Dexel Theo van Doesburg kennen. Um diese Zeit datiert in Dexels Kunst eine Hinwendung zu einer abstrakt-konstruktiven Bildwelt. 1923 organisierte er zusammen mit Willi Baumeister und Erich Buchholz eine Konstruktivisten-Ausstellung in Jena. Das Projekt eines Wohnhaus-Entwurfs für Familie Dexel von Ludwig Mies van der Rohe aus dem Jahr 1925 kam über erste Skizzen nicht hinaus.
Im Oktober 1922 forderte Dexel neue Ausstellungsräume für den Kunstverein, auch weil nun „Architektur, Raumgestaltung, Kunstgewerbe, vorbildliche industrielle und handwerkliche Erzeugnisse“ im Vordergrund des Interesses stünden und Bilderausstellungen nur noch „Teil eines Ganzen“ seien. Schließlich erwuchs aus diesen Überlegungen ein gemeinsam mit dem Leiter der Volkshochschule Jena, Adolf Reichwein, entworfener „Plan zur Nutzbarmachung des Kunstvereins für Volksbildungszwecke“. Für Dexel hatte sich bestätigt, „daß der Schwerpunkt des Interesses heute nicht mehr dem Bilde an der Wand, sondern der Durchformung unserer Umgebung gehört“. Er konzentrierte sich deshalb zunehmend auf „Ausstellungen guter Typographie und Reklame, sachlicher Möbel und Gebrauchsgegenstände, über Wohnung, Siedlung und Städtebau.“
Die auf rein typografischer Gestaltung beruhenden Reklamearbeiten Dexels – eine angesichts der Besucherzahlen unzweifelhaft notwendige Stärkung der Öffentlichkeitsarbeit – wurden aus der finanziellen Not des Kunstvereins als Selbsthilfe des Geschäftsführers geboren.
Für ihn war die Souveränität der Verbraucher Konzeptionsvoraussetzung: Der Mensch von heute hat das Recht zu fordern, daß ihm die Mitteilungen, die er braucht, knapp und klar dargeboten werden und vor allem kann er verlangen, daß ihm die Fülle nicht gewünschter Mitteilung, worunter die Reklame in fast allen ihren Spielarten fallen dürfte, nur ein Mindestmaß von Zeitverlust verursache. Dabei gelang es Dexel, seine „bildimmanente Syntax“ aus den Bereichen der Sammler- und Museumskunst in die Funktionsbereiche des urbanen Alltags zu übertragen. Dexels Verständnis von (guter) Werbung war dabei ein durchaus eingeschränktes, für ihn fielen „Typografie“ und „Reklame“ so gut wie zusammen. Insofern war Reklame für ihn „Gebrauchskunst“ ohne alles genialische Künstlertum. Während zeitgenössische Werbepädagogen zu begründen suchten, dass „der große Lärm der Straße, der ständige Wechsel der Passanten in ihrer Eile“ zur Folge hat, dass die „intensivere(n) Mittel, um sich zu Gehör zu bringen … nicht unbedingt in den Grenzen des Geschmacks“ zu halten wären, hat sich Dexel auch später für ästhetische Prinzipien in der Alltagsgestaltung eingesetzt. Er gehörte 1923 bis 1927 zu den Künstlern der Novembergruppe, an deren Ausstellungen er bis 1929 teilnahm.
1926 ließ sich Walter Dexel in Frankfurt am Main nieder, wo er freiberuflich tätig war. Er entwarf bis 1928 zahlreiche Transparente, Reklameuhren, Lichtreklamen und sogar Telefonzellen. Ernst May engagierte Dexel auch als Grafiker für das Projekt Neues Frankfurt. Seine Arbeit mündet in den Entwurf einer Städtischen Reklame-Ordnung (um 1927). Dexel übertrug seine „bildimmanente Syntax“ auf Funktionsbereiche des urbanen Alltags. Es ist anzunehmen, dass die WMF-Produkte aus dem Projekt von Dexel entworfen wurden. Jedenfalls nach dem Ende des Projekts engagierte die WMF Dexel als Designer.
1927 war er in El Lissitzkys Kabinett der Abstrakten in Hannover vertreten. 1928 schloss er sich dem „Ring neue Werbegestalter“ von Kurt Schwitters an. Von 1928 bis 1935 unterrichtete er Gebrauchsgrafik und Kulturgeschichte an der Kunstgewerbe- und Handwerkerschule Magdeburg. Malerei, Typografie und Grafik lässt Dexel hinter sich. Zu groß erschienen ihm persönliche Risiken für sich und seine Familie.

### Nationalsozialismus
Zum 1. Mai 1933 trat Dexel – wie alle Lehrkräfte der Magdeburger Kunstgewerbe- und Handwerksschule – in die NSDAP ein (Mitgliedsnummer 2.016.553). Dennoch entließ ihn die Kunstgewerbe- und Handwerkerschule Magdeburg 1935, mit der Begründung er sei ein „Entarteter Künstler“ und ein „unzuverlässiger Nationalsozialist“.
1937 wurden in der nationalsozialistischen Aktion „Entartete Kunst“ Werke Dexels aus der Städtischen Kunstsammlung Chemnitz, dem Museum für Kunst und Heimatgeschichte Erfurt, dem Museum Folkwang Essen, dem Provinzial-Museum Hannover, dem Kunstverein Jena, dem Schlossmuseum Weimar und der Ruhmeshalle Wuppertal-Barmen beschlagnahmt.
1936 bis 1942 war Dexel Professor für Theoretischen Kunst- und Formunterricht an der Staatlichen Hochschule für Kunsterziehung in Berlin-Schöneberg. 1942 wurde Dexel von der Stadt Braunschweig beauftragt, eine Sammlung historischen und modernen Gebrauchsgeräts aus Handwerk und Industrie aufzubauen. Parallel lehrte er an der Braunschweiger „Meisterschule für das gestaltende Handwerk“ (so die NS-Bezeichnung für die spätere Hochschule für Bildende Künste). Dexel knüpfte damit an seine eigene Sammlungs- und Publikationstätigkeit zum Thema „Hausgerät“ an, die 1931 begann. Er arbeitete am neugegründeten Institut für handwerkliche und industrielle Formgebung Braunschweig und veröffentlichte in Zusammenarbeit mit der Ahnenerbe-Stiftung.

### 1937 als „entartet“ beschlagnahmte Werke
- Lokomotive (Öl auf Leinwand, 70 × 82 cm, 1921; WV Wöbkemeier 143; vor der Vernichtung 1937 auf der Ausstellung „Entartete Kunst“ in München präsentiert)
- Lokomotive (Tafelbild, 1922; vernichtet)
- Apollotheater (Holzschnitt, 14 × 20 cm, 1917; vernichtet)
- Abstrakte Komposition (Hinterglasgemälde, 34,7 × 46 cm; vor der Vernichtung 1937 auf der Ausstellung „Entartete Kunst“ in München präsentiert)[10]
- Abstrakte Komposition (Holzschnitt, 26,6 × 20 cm, 1919; Blatt 4 der 3. Mappe „Neue europäische Graphik. Deutsche Künstler“, Bauhaus Drucke, Weimar, 1921; WV Wingler III/4)[11]

### Nach dem Zweiten Weltkrieg
1945 wurde Dexel entlassen und 1946 nach einem Entnazifizierungsverfahren, das ihn als entlastet einstufte, wiedereingestellt. 1953 wurde die Sammlung nun als „Formsammlung“ in der Broitzemer Straße mit der damaligen Werkkunstschule verbunden. Dexel wirkte dort bis zu seiner Pensionierung 1955. Die „Formsammlung“ erwarb Teile seiner privaten Kollektion zum gleichen Themenfeld aus Anlass seines Ausscheidens. Sein Sohn Thomas Dexel leitete die „Formsammlung“ anschließend mit eigener, veränderter Schwerpunktsetzung. Inzwischen ist sie mit insgesamt etwa 1600 Inventarnummern im Städtischen Museum Löwenwall magaziniert. Ein kleiner Teil ist in der ständigen Präsentation des Museums ausgestellt. 1948 und 1952 nahm Walter Dexel an den Ausstellungen der Braunschweiger Künstlergruppe „die unabhängigen“ teil. Erstmals waren einige seiner konstruktivistischen Werke der Vorkriegszeit wieder zu sehen. 1961 nach Abschluss seiner Tätigkeit als Erforscher des europäischen Hausgeräts, begann er wieder zu malen. Das Stadtmuseum Braunschweig widmete ihm 1962 eine Werkschau. Der Journalist Walter Vitt publizierte über Jahre wichtige Aspekte von Dexels Leben und Werk und veröffentlichte dessen Texte. Die Kunsthistorikerin Ruth Wöbkemeier erforschte und dokumentierte sein bildnerisches Werk. Zu den typografischen und gestalterischen Entwürfen Dexels publizierten die Grafik-Designer und Designhistoriker Eckhard Neumann und Friedrich Friedl maßgebliche Beiträge. Dexel war nun auch wieder als Kritiker und Zeitzeuge gefragt. So veröffentlichte Neumann im Katalog der Ausstellung „Bauhaus – Idee – Form – Zweck – Zeit“ der göppinger galerie in Frankfurt am Main erstmals Dexels Beitrag „Der 'Bauhausstil' – ein Mythos“. Der knappe Text, in dem sich Dexel darauf beruft, „Beobachter aus nächster Nähe“ gewesen zu sein, beeinflusste die Debatte um Avantgarde-Strömungen der Zwischenkriegszeit maßgeblich. Er resümierte, nach 1945 habe ein „all zu bequemer Journalismus sich nicht die Mühe gegeben, die Geschichte der zwanziger Jahre wirklich zu erforschen“. Man könne nicht mit dem Schlagwort Bauhausstil ein „weit gespanntes, aus vielen Wurzeln gewachsenes Geschehen einfach zudecken“.

## Beleuchtungs- und Lichtobjekte

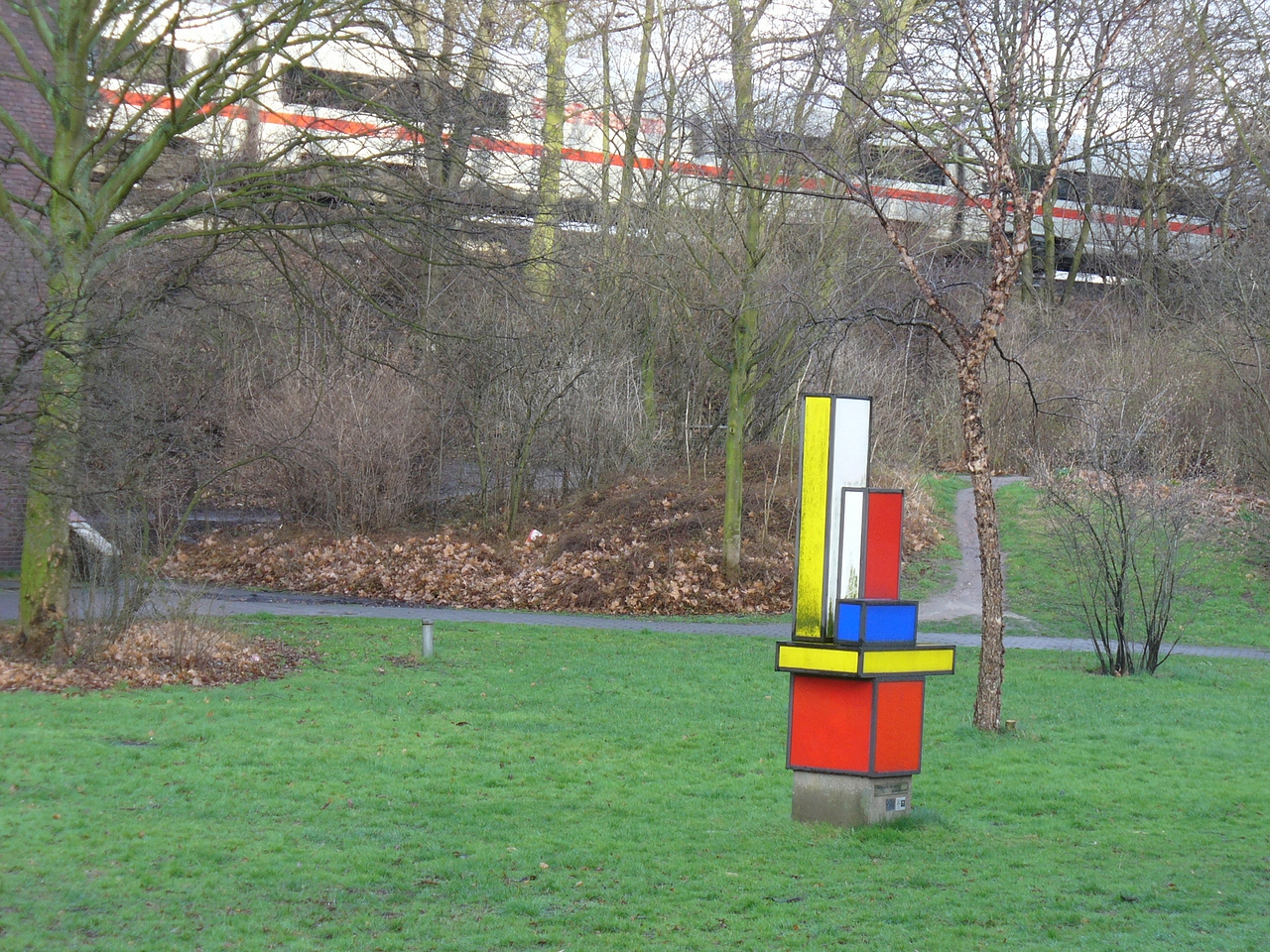
Lichtobjektkunst von Dexel: Farbige Lichtsäule (1926) im Gustav-Mahler-Park, Hamburg

Dexel schuf in den Zwanziger Jahren in Jena als einer der ersten Gaslaternen zu Werbezwecken. Formal entwickelte Dexel diese „dreidimensionale(n), beleuchtete(n) Plakate“ aus seiner Malerei und Gebrauchsgrafik. 1926 ging Walter Dexel als freiberuflicher Berater für Reklamegestaltung nach Frankfurt am Main. Hauptziel einer von ihm für Frankfurt entworfenen Reklameordnung war die Vereinheitlichung der Fassaden, ein Gleichklang zwischen Reklame und Architektur. In Frankfurt entwarf Dexel 1927/28 außer zahlreichen Transparenten und Reklameuhren auch größere Lichtreklamegestaltungen an Häuserfronten und auf Hausdächern. Hinzu kamen beleuchtete Telefonzellen und Leuchtsäulen für Normaluhren. Dabei setzte sich Dexel – wie mit seiner Apothekenreklame bereits 1926 praktiziert – auch für die umfassende Einführung des Branchenzeichens ein, „das heute zu Unrecht fast völlig ausgestorben ist. […] Der Arzt, die Hebamme, die Autoreparaturwerkstatt, die Autoausfahrt, Postämter, Fernsprechzellen u. v. a. sollten uns durch Zeichen geläufig werden. Im Geschäftsleben haben sich aus der Vergangenheit fast nur die Brezel des Bäckers, das Messingbecken des Frisörs und das Kreuz der Apotheken erhalten.“

## Verkehrszeichen
Im September 1925 hatte Dexel den weltweit ersten beleuchteten Richtungsweiser für den Straßenverkehr auf dem Jenaer Holzmarkt entworfen. Hatte Dexel 1925 bei der farblichen Gestaltung der Richtungsweiser für Jena und Umgebung noch experimentiert, so schlug er im Folgejahr vor, „daß man sich von Anfang an für bestimmte Himmelsrichtungen auf bestimmte Farben festlegte, also etwa Norden: weiße Schrift auf schwarzem Grund; Süden: weiße Schrift auf rotem Grund; Osten: schwarze Schrift auf gelbem Grund; Westen: weiße Schrift auf blauem Grund.“ Zwar berichtet das Jenaer Gas- und Wasserwerk 1925, dass es die Verkehrsleuchten als Reichspatent angemeldet habe, durch die Normierung nach DIN setzten sich jedoch die bis heute bekannten gelben Schilder mit schwarzer Schrift durch. Zudem setzte sich Dexel für eine grafisch und semantisch logische sowie visuell schnell erfassbare Gestaltung der Verkehrszeichen ein. Dexel machte zukunftsweisende Vorschläge zur Strukturierung städtischer Straßennetze: „Bei der wachsenden Bedeutung des Automobils als Reisemittel wären in den Großstädten zu markieren erstens: geeignete Wege von Vororten ins Geschäftszentrum, zweitens: Ausfallstraßen nach den Hauptstrecken, die für Hauptverkehrsrichtungen infrage kommen (diese wären erst in zweiter Linie vielleicht in verkleinertem Maßstabe mit den Namen der Zwischenorte von mehr lokaler Bedeutung zu versehen) und drittens: Straßen, die den Durchgangsreiseverkehr vom Zentrum der Großstadt fernhalten.“ Die wohl „weltweit ersten beleuchteten, farbigen Glasplastiken, die in Reihen auf dem Markt in Jena aufgestellt als Festdekoration dienten“, entwarf Walter Dexel im Jahr 1926.

## Ausstellungen
- Landesmuseum Weimar 1922
- Städtisches Museum Braunschweig 1962
- Städtisches Museum, Trier 1965
- Lehmbruck-Museum, Duisburg 1966
- Städtisches Kunstmuseum Bonn, 1973
- Kunsthalle Bremen 1990/1991, identisch mit Badischer Kunstverein, Karlsruhe 1991
- Retrospektive zum 100. Geburtstag, Museum für Gestaltung, Berlin 1991
- Das druckgraphische Werk, Museum Wiesbaden 2010
- Städtisches Museum Braunschweig 2014/15

## Schriften
- mit Grete Dexel: Das Wohnhaus von heute. (= Prometheus-Bücher). Hesse & Becker, Leipzig 1928.
- Unbekanntes Handwerksgut. Gebrauchtgerät in Metall, Glas und Ton. 1935, 2. Auflage, Metzner, Berlin 1942.
- Hausgerät, das nicht veraltet. 1938, 4. Auflage, O.Maier, Ravensburg 1950.
- Deutsches Handwerksgut. Eine Kultur- und Formgeschichte des Hausgeräts. Propyläen, Berlin 1939.
- Holzgerät und Holzform. Ahnenerbe-Stiftung, Berlin-Dahlem 1943.
- Glas. Werkstoff und Form. O.Maier, Ravensburg 1950.
- Das Goethehaus in Weimar. Franz Schneekluth, Darmstadt 1956.
- Keramik. Stoff und Form. Klinkhardt & Biermann, Braunschweig, Berlin 1958.
- Das Hausgerät Mitteleuropas. Wesen und Wandel der Formen in zwei Jahrtausenden. Deutschland, Holland, Österreich, Schweiz. 1962, 2. Auflage, Klinkhardt & Biermann, Braunschweig, Berlin 1973, ISBN 3-7814-0182-0.
- Der Bauhausstil: ein Mythos. Texte 1921–1965. Mit 4 Aufsätzen von Grete Dexel. Hrsg. und kommentiert von Walter Vitt. Keller, Starnberg 1976, ISBN 3-7808-0113-2; Reprint Steinmeier, Nördlingen 2000, ISBN 3-927496-71-5.

## Ehrungen
In Jena wird seit 1997 jährlich das Walter-Dexel-Stipendium an regionale Künstler oder Kulturschaffende verliehen. Damit soll „sein [bis heute unumstrittener] Einfluss auf die Akzeptanz für moderne Kunst und die Weiterentwicklung des regionalen Kulturlebens“ gewürdigt werden.